# FC DAC 1904 Dunajská Streda
El Futbalový klub Dunaszerdahelyi Atlétikai Club 1904 Dunajská Streda (en español: Club de Fútbol Atlético Dunaszerdahelyi de Dunajská Streda desde 1904) es un club de fútbol ubicado en Dunajská Streda, al suroeste de Eslovaquia. Fue fundado en 1904 y milita en la Niké liga, máxima categoría nacional. Está considerado el equipo representativo de la minoría húngara en Eslovaquia.

## Historia
El actual FC DAC fue fundado en 1904 con el nombre de «Dunaszerdahelyi Atlétikai Club», una entidad polideportiva cuya historia ha estado vinculada a la propia ciudad: Dunajská Streda pertenecía al Imperio austrohúngaro, en 1919 pasó a formar parte de Checoslovaquia y entre 1938 y 1945 estuvo integrada en Hungría en virtud del Primer arbitraje de Viena. A partir de 1945, de nuevo en Checoslovaquia, pasó a competir en los campeonatos eslovacos de fútbol. Dado que Dunajská Streda está habitada en su mayoría por magiares, se le considera un equipo representativo de esa comunidad.
Durante el tiempo que estuvo en el sistema de ligas checoslovaco, el FC DAC 1904 vivió sus mayores éxitos en la década de 1980 al ascender a la División Nacional de Eslovaquia (equivalente entonces a la segunda división). A partir de la temporada 1985/86 pudo debutar en la Primera División de Checoslovaquia, máxima categoría nacional. En la edición 1986/87 cuajó una gran actuación con un cuarto lugar en liga y el título de la Copa de Checoslovaquia, tras derrotar en la final al Sparta Praga en la tanda de penaltis. Al año siguiente disputó por primera vez la Recopa de Europa y quedó tercero en liga, su mejor puesto histórico. Esta situación se mantuvo hasta la disolución del país en 1993, cuando pasó a competir en la nueva Superliga de Eslovaquia.
Ya en una Eslovaquia independiente, el rendimiento del FC DAC 1904 empeoró al punto de que llegaría a descender en dos ocasiones: en la temporada 1997/98 (colista) y en la edición 1999/2000 debido a la reestructuración del torneo. Con una situación difícil tanto en lo deportivo como en lo económico, en 2004 se produjo la llegada a la presidencia del inversor iraní Khashayar Mohseni. Bajo su mandato el DAC recuperó su posición en la Superliga en 2008, pero volvieron a surgir problemas financieros. Al descender en 2011/12, el ayuntamiento de Dunajská Streda tuvo que intervenir para arrebatarle el control.
El FC DAC 1904 milita en la Superliga de Eslovaquia desde la temporada 2013/14.

## Palmarés

### Checoslovaquia
- Copa de Checoslovaquia (1): 1986/87

### Eslovaquia
- Copa de Eslovaquia (1): 1986/87

Subcampeón (2): 1992/93, 1994/95
- Segunda División de Eslovaquia (2): 1998/99, 2012/13

### Internacional
- Copa Intertoto (1):1991/92.

## Participación en competiciones europeas

### UEFA
| Temporada | Torneo                   | Ronda             | Club            | Casa | Visita | Global      |
| --------- | ------------------------ | ----------------- | --------------- | ---- | ------ | ----------- |
| 1987–88   | Cup Winners' Cup         | Clasificatoria    | AEL Limassol    | 0–1  | 5–1    | 5–2         |
| 1987–88   | Cup Winners' Cup         | 1                 | Young Boys      | 2–1  | 1–3    | 3–4         |
| 1988–89   | UEFA Cup                 | 1                 | Östers IF       | 0–2  | 6–0    | 6–2         |
| 1988–89   | UEFA Cup                 | 2                 | Bayern Munich   | 1–3  | 0–2    | 1–5         |
| 1993–94   | UEFA Cup                 | 1                 | Casino Salzburg | 0–2  | 0–2    | 0–4         |
| 2018–19   | UEFA Europa League       | 1º Clasificatoria | Dinamo Tbilisi  | 1–1  | 2–1    | 3–2         |
| 2018–19   | UEFA Europa League       | 2ª Clasificatoria | Dinamo Minsk    | 1–3  | 1–4    | 2–7         |
| 2019–20   | UEFA Europa League       | 1º Clasificatoria | Cracovia        | 1–1  | 2–2    | 3–3 (v.)    |
| 2019–20   | UEFA Europa League       | 2º Clasificatoria | Atromitos       | 1–2  | 2–3    | 3–5         |
| 2020-21   | UEFA Europa League       | 1º Clasificatoria | FH              | –    | 2–0    | 2–0         |
| 2020-21   | UEFA Europa League       | 2º Clasificatoria | Jablonec        | 5–3  | –      | 5–3 (t. s.) |
| 2020-21   | UEFA Europa League       | 3º Clasificatoria | LASK            | –    | 0–7    | 0–7         |
| 2021-22   | Europa Conference League | 2º Clasificatoria | Partizán        | 0–2  | 0–1    | 0–3         |
| 2022-23   | Europa Conference League | 1º Clasificatoria | Cliftonville    | 2–1  | 3–0    | 5–1         |
| 2022-23   | Europa Conference League | 2º Clasificatoria | Víkingur Gøta   | 2–0  | 2–0    | 4–0         |
| 2022-23   | Europa Conference League | 3º Clasificatoria | FCSB            | 0–1  | 0–1    | 0–2         |
| 2023-24   | Europa Conference League | 1º Clasificatoria | Dila Gori       | 2-1  | 0–2    | 2–3         |
| 2024-25   | Europa Conference League | 2º Clasificatoria | Zira            | 1-2  | 0–4    | 1-6         |

### Otros torneos
| Temporada | Torneo         | Ronda   | Club                 | Casa | Visita      |
| --------- | -------------- | ------- | -------------------- | ---- | ----------- |
| 1987      | Copa Intertoto | Grupo 4 | FC Tatabánya         | 0–1  | 1–6         |
| 1987      | Copa Intertoto | Grupo 4 | AC Bellinzona        | 4–0  | 0–2         |
| 1987      | Copa Intertoto | Grupo 4 | Næstved              | 2–2  | 2–3         |
| 1988      | Copa Intertoto | Grupa 5 | IFK Norrköping       | 5–1  | 0–1         |
| 1988      | Copa Intertoto | Grupa 5 | Young Boys           | 3–1  | 1–5         |
| 1988      | Copa Intertoto | Grupa 5 | Szombathelyi Haladás | 3–0  | 0–0         |
| 1991      | Copa Intertoto | Grupa 8 | FC Rapid București   | 3–0  | 0–1         |
| 1991      | Copa Intertoto | Grupa 8 | Botev Plovdiv        | 4–1  | 3–1         |
| 1992      | Copa Mitropa   | 1       | BVSC Budapest        |      | 0–0 (5–6 p) |
| 1993      | Copa Intertoto | Grupo 4 | Malmö FF             | 0–0  |             |
| 1993      | Copa Intertoto | Grupo 4 | Bayer Uerdingen      |      | 2–0         |
| 1993      | Copa Intertoto | Grupo 4 | OB Odense            | 0–3  |             |
| 1993      | Copa Intertoto | Grupo 4 | Videoton             |      | 1–7         |
| 1994      | Copa Intertoto | Grupo 7 | Trelleborg           | 2–0  |             |
| 1994      | Copa Intertoto | Grupo 7 | Grasshoppers         |      | 0–3         |
| 1994      | Copa Intertoto | Grupo 7 | MSV Duisburg         | 0–1  |             |
| 1994      | Copa Intertoto | Grupo 7 | Aalborg BK           |      | 1–3         |